# 毀滅日
毀滅日（英語：Doomsday）是一名出現於DC漫畫的虛構超級反派。是超人最強大的宿敵之一，來自被毀滅的氪星。是宇宙最強大的兩個生物兵器之一。擁有極其強大的力量，高速再生能力，在戰鬥中不斷進化，去適應一切環境一切敵人。由於製造中出現了問題導致暴走，無法分辨敵友，成為永不停止的殺戮機器。其最大的戰績是造成了超人之死的事件。
在IGN的前100名漫畫書惡棍中排行第四十六。

## 由來
遠古的氪星科學家為了製造出可以在當時極為險惡的氪星環境下生存的生物而反覆進行實驗，最後的成果即是這隻沒有理智可言，只有著破壞與殺戮慾望的怪物。
最後，這隻怪物殺死了科學家後便離開氪星，並且每到一顆星球後就大肆破壞。
氪星怪物甚至還曾跟達克賽德、綠光軍團等對象交過手，直到在一顆名叫Calaton的星球才被阻止和殺死。
隨後，Calaton星人就把怪物的屍體裝進太空船放逐到外太空，但卻遇上意外而墜落到古代的地球上，就這樣怪物連同太空船被深埋到了地底深處。
直到千百年以後，怪物又突然現身，之後在大肆破壞時擊敗了沒有超人在內的正義聯盟成員們。
而在戰鬥中被超人所救的金色先鋒將牠稱為「毀滅日」。
隨後，超人便挺身而出跟牠展開死鬥，雖然最後毀滅日被超人給擊倒，但毀滅日也成功的殺死超人。
而毀滅日也就成為當時第一位能將超人殺死的角色。

## 能力
- 超級力量

未完全狀態就比超人更強大，身上的骨刺更可以貫穿超人的身體。
- 超級速度&敏捷

可以抓住高速移動中的閃電俠。
- 超級耐力&再生能力

非常耐打，即使是超人的攻擊也很難產生作用。細胞在被撕裂之後會迅速再生並變得比之前更加強韌。
- 超級跳躍
- 進化適應

承受攻擊後會產生極大的抗性，對於很多類型的攻擊它都可以當即完成身體進化使自己免疫，甚至能抵抗達克賽德的omega effect（奧米加之力）。
- 釋放劇毒

新52開始有的新能力，能不斷放出毒性汙染周邊環境，只有氪星人可以承受，但會隨著時間逐漸侵蝕氪星人的身心，使其變成另一個毀滅日。

## 其他媒體

### 電影
- DC擴展宇宙：由羅賓·阿特金·唐斯飾演[2]。
  - 《蝙蝠俠對超人：正義曙光》（2016年）：雷克斯·路瑟利用薩德將軍的遺體改造而成。

### 電視
- 《超人前傳》：第八季的主要反派[3]，由山姆·威特沃飾演人類時的造型，自稱是Davis Bloome。Dario Delacio則飾演毀滅日的造型。
- 《氪星》

### 遊戲
- 《超級英雄：武力對決》：可使用角色之一。

### 平面廣告
- 《士力架》：於動作漫畫959期中段插入，在廣告內牠是由太餓的神奇女俠所變，猶幸牠吃下蝙蝠俠給予的士力架後回復原狀；幽默的是這期正在說毀滅日的事。